# Vidrio catalán

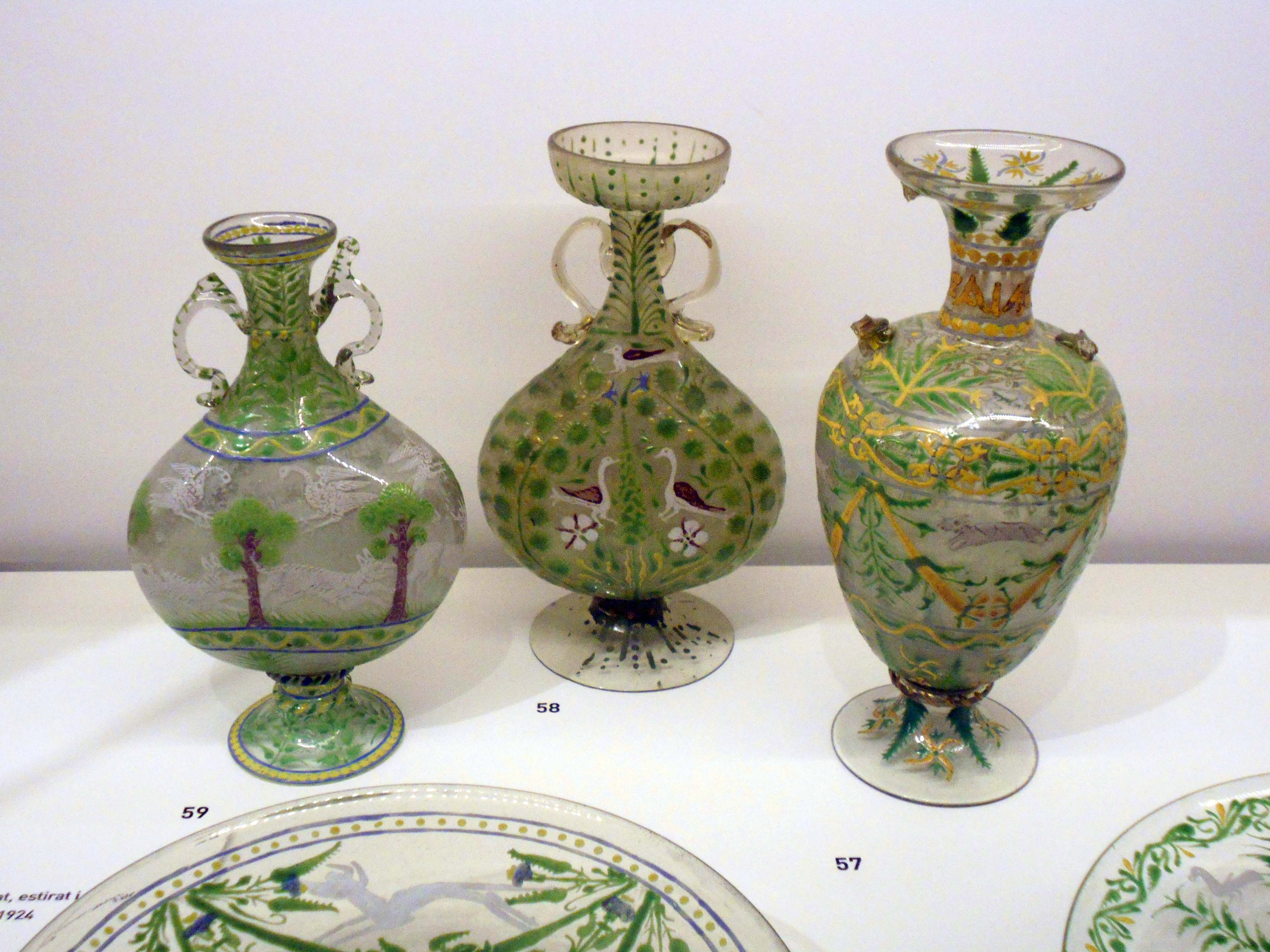
Jarros de vidrio catalán (c. 1550-1600), Museo del Diseño de Barcelona

El vidrio catalán (en catalán: vidre català) es una de las principales modalidades de las artes decorativas en Cataluña. Hay constancia de la existencia de vidrierías en el territorio de la actual Cataluña desde época romana, aunque su principal auge fue a finales de la Edad Media: entre los siglos xv y xvi las vidrierías catalanas fueron las más florecientes de la península ibérica.

## Historia
El vidrio catalán empezó a cobrar relevancia en el siglo XIV, cuando se comenzó a imitar los vidrios esmaltados que llegaban de importación al puerto de Barcelona procedentes del Próximo Oriente. El material que se utilizaba para su elaboración era un vidrio verde de diversas tonalidades, al que se aplicaban puntos y líneas dorados a fuego, y que se decoraba con dibujos de estilo oriental, generalmente arabescos o motivos naturales (plantas, animales).
Desde el siglo XIII está documentada la existencia de un gremio de vidrieros en Barcelona: en 1324 se expidió una licencia para la formación de una cofradía de vidrieros y esparteros, bajo la advocación de san Bernardino. El mismo año se promulgó un bando que prohibía la presencia de hornos de cocer vidrio dentro de la ciudad, debido al riesgo de la exposición a productos tóxicos.
En el siglo XVI se recibió la influencia del vidrio veneciano, lo que se materializó en un vidrio de color amarillo con hilos de lattimo de un blanco grisáceo, de formas fantásticas y una decoración de motivos lineales o florales, realizada con grabado a punta de diamante.
Aparte de realizaciones más suntuosas, la mayor parte de la producción era de un vidrio incoloro en piezas sencillas y utilitarias, para el ámbito doméstico. Las principales tipologías eran: la almorratxa (almorraja), el càntir (botijo), el porró (porrón) y el setrill (aceitera).
- Almorratxa: recipiente de vidrio fabricado en Cataluña desde el siglo XIV formado por un cuerpo troncocónico o en forma de pera sobre un pie abocinado, con un cuello para verter el líquido y cuatro pitorros verticales para abocarlo. Se usaba para rociar perfume en bodas y celebraciones.[5]

- Càntir: recipiente para agua o vino compuesto por un cuerpo esférico sobre un pie, con un asa en la parte superior, una boca y un pitorro. Su forma se fijó en el siglo XVII.[6]

- Porró: recipiente de vidrio para agua o vino, de cuerpo ancho y panzudo y con dos aberturas superiores, una oblicua y de cuello estrecha por donde se introduce el líquido y que sirve de asa y otra en forma de pitorro largo por la que se aboca el líquido a modo de chorro directamente sobre la boca. Típico de Cataluña, Valencia y Baleares, surgió en el siglo XVIII como forma derivada de algunas aceiteras.[7]

- Setrill: recipiente para aceite o vinagre, presenta diversas formas, aunque la más común tiene dos aberturas (para rellenar y para servir) y, a menudo, un asa.

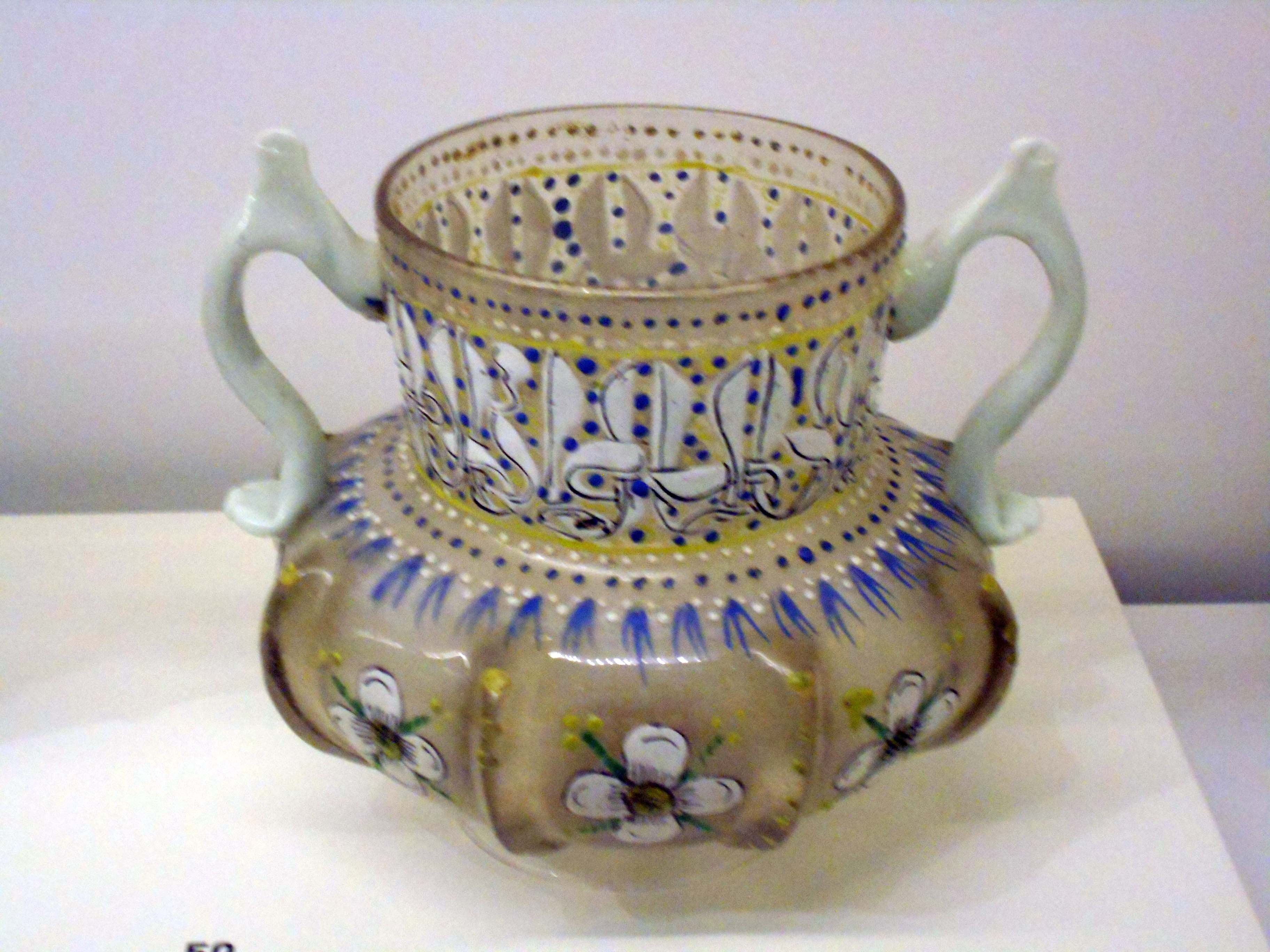
Vaso con asas (c. 1500), Museo del Diseño de Barcelona

Otro tipo bastante extendido era el de las pilas de agua bendita para domicilios, generalmente formadas por un enrejado que se adhería a la pared y un recipiente en forma de cuenco o concha para el agua. Del resto de la producción destacan las copas, ánforas, garrafas, cuencos, salvillas, etc.
El vidrio catalán de los siglos xv y xvi fue elogiado en toda Europa, como dejan constancia numerosos escritos, como la carta de Jeroni Pau a Paulo Pompilio en que relata los productos catalanes más apreciados en la corte papal de los Borja (1491), o los comentarios y elogios de Lucio Marineo Sículo (1539), Gaspar Barreiros (1546) o Tirso de Molina (1635). Por otro lado, en 1502, en el transcurso de un viaje de Felipe el Hermoso a Barcelona, en el que visitó un horno de vidrio de Mataró, afirmó el monarca que «los vidrios catalanes eran los mejores del mundo».
Los principales centros de producción estaban en Barcelona, Gerona, Lérida, Palau-del-Vidre, Manresa, Reus, Mataró, Granollers, Moncada, Vich, Arenys de Mar, Corbera, Vimbodí, etc. En 1659 el Ayuntamiento de Barcelona estableció unas ordenanzas para regular la industria del vidrio, entre la que se encontraba la exclusividad de su comercialización en determinadas tiendas públicas.
Durante los siglos xv, xvi y xvii el vidrio catalán fue un objeto bastante preciado por la nobleza española, cuyos productos aparecen en numerosos inventarios: Fernando el Católico tenía una gran colección que regaló a su esposa Isabel; el duque de Alburquerque tenía en el castillo de Cuéllar una gran colección de vidrios catalanes y venecianos; la monarquía hispánica también atesoró una gran colección, una buena muestra de la cual se conserva en el palacio de Oriente de Madrid.
La calidad del vidrio catalán decayó en el siglo XVII, aunque la producción siguió a buena marcha hasta el siglo siguiente. La creación de la Real Fábrica de Cristales de La Granja  supuso una fuerte competencia y decaimiento de la producción del vidrio catalán, aunque en el siglo XIX volvió a despuntar.
Existen colecciones de vidrio catalán en el Museo del Diseño de Barcelona, el Museo del Ermitage de San Petersburgo y el Instituto Valencia de Don Juan.

## Galería

Muestras en el Museo del Diseño de Barcelona
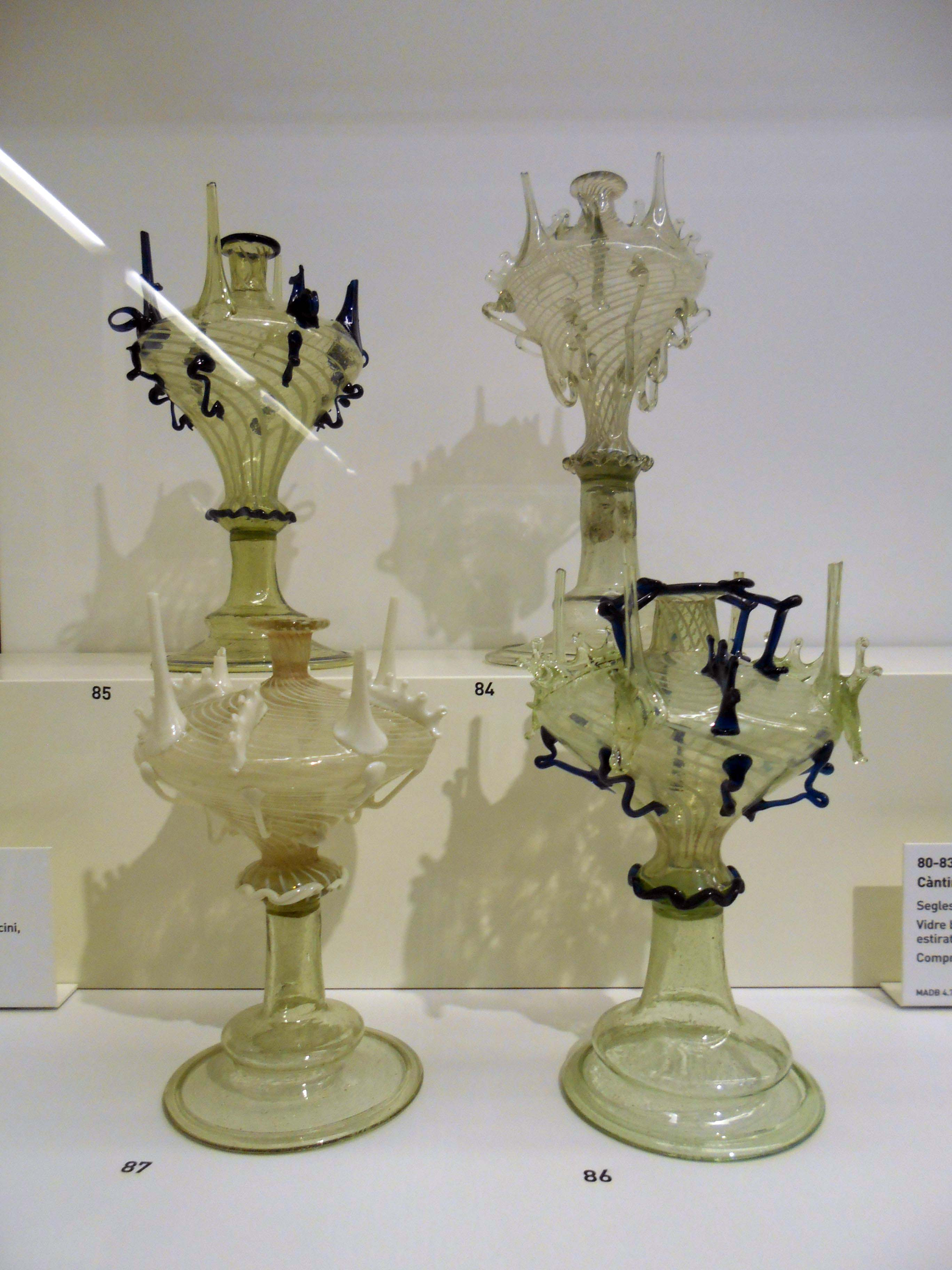
Almorratxes (siglo XVIII)
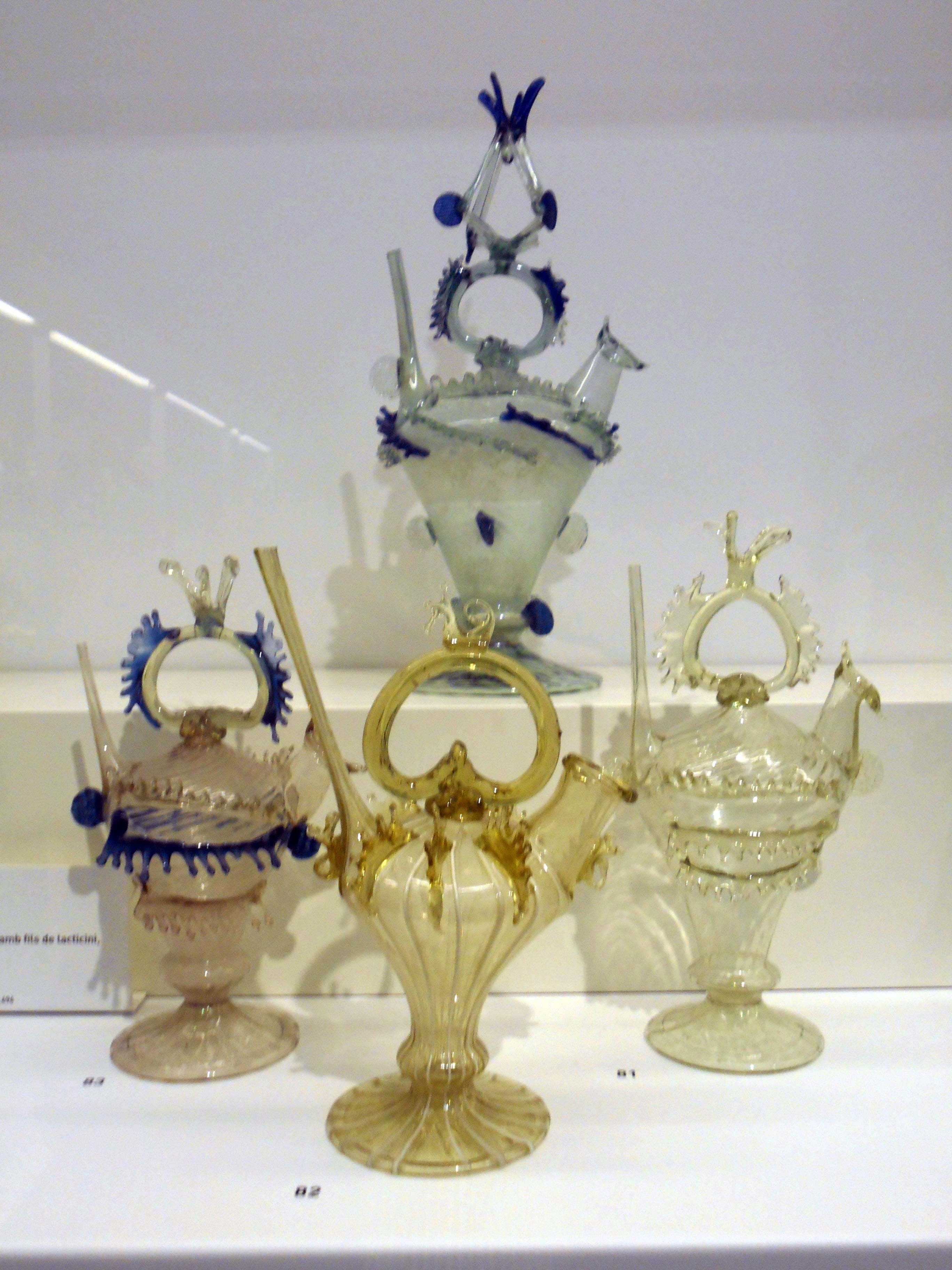
Càntirs (siglos xvii-xviii)
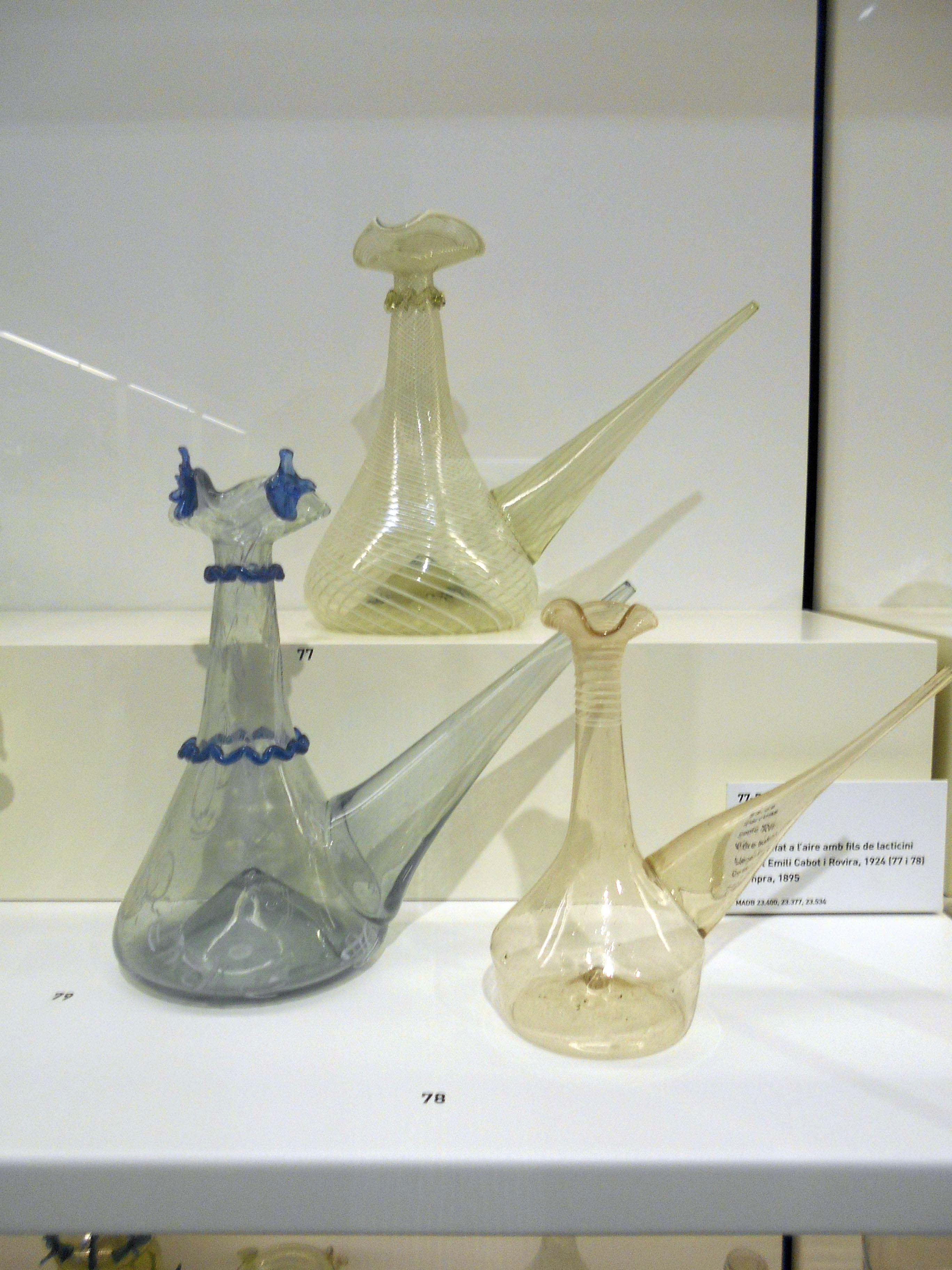
Porrones (siglo XVIII)
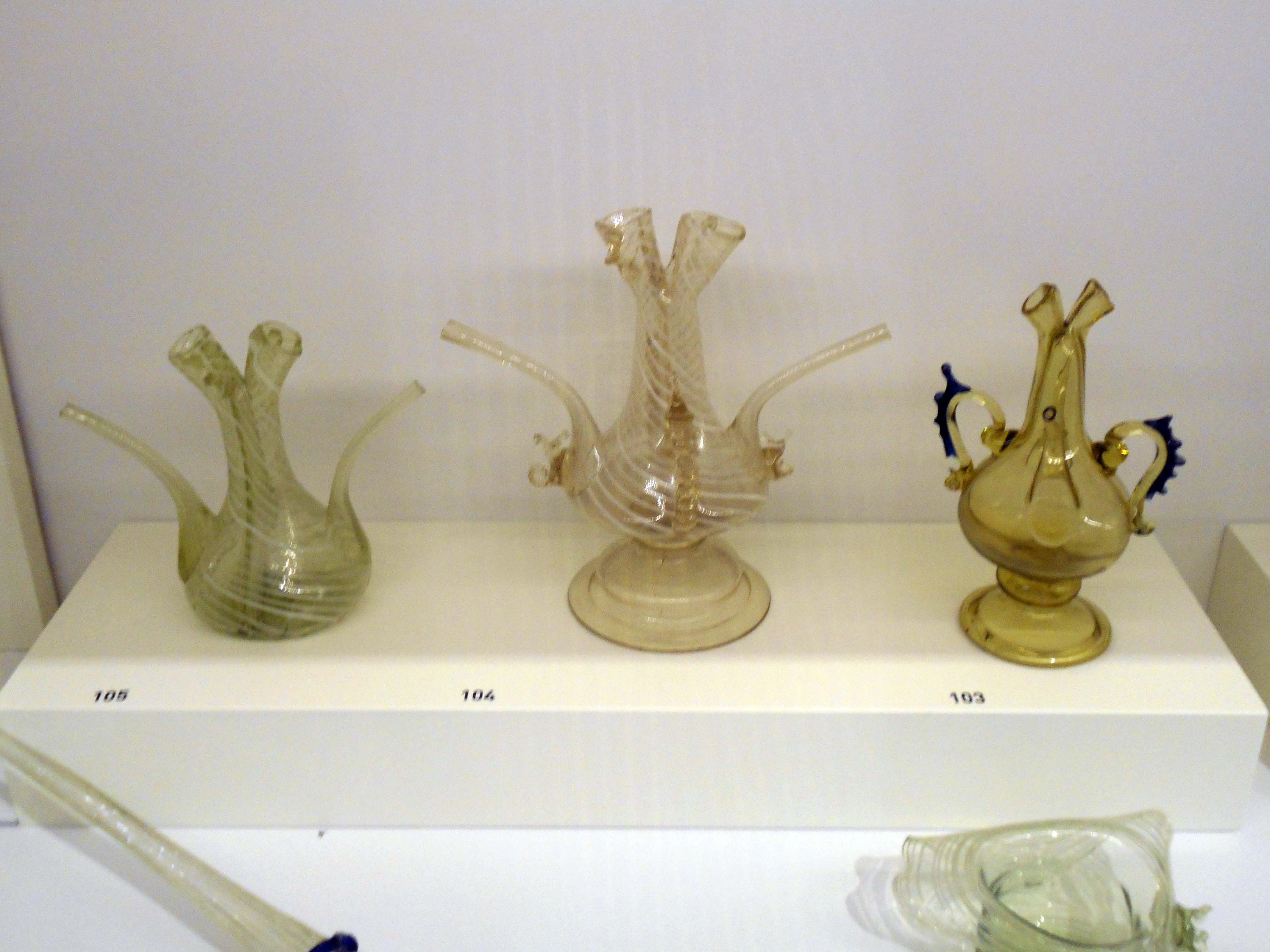
Setrilleres (siglo XVIII)
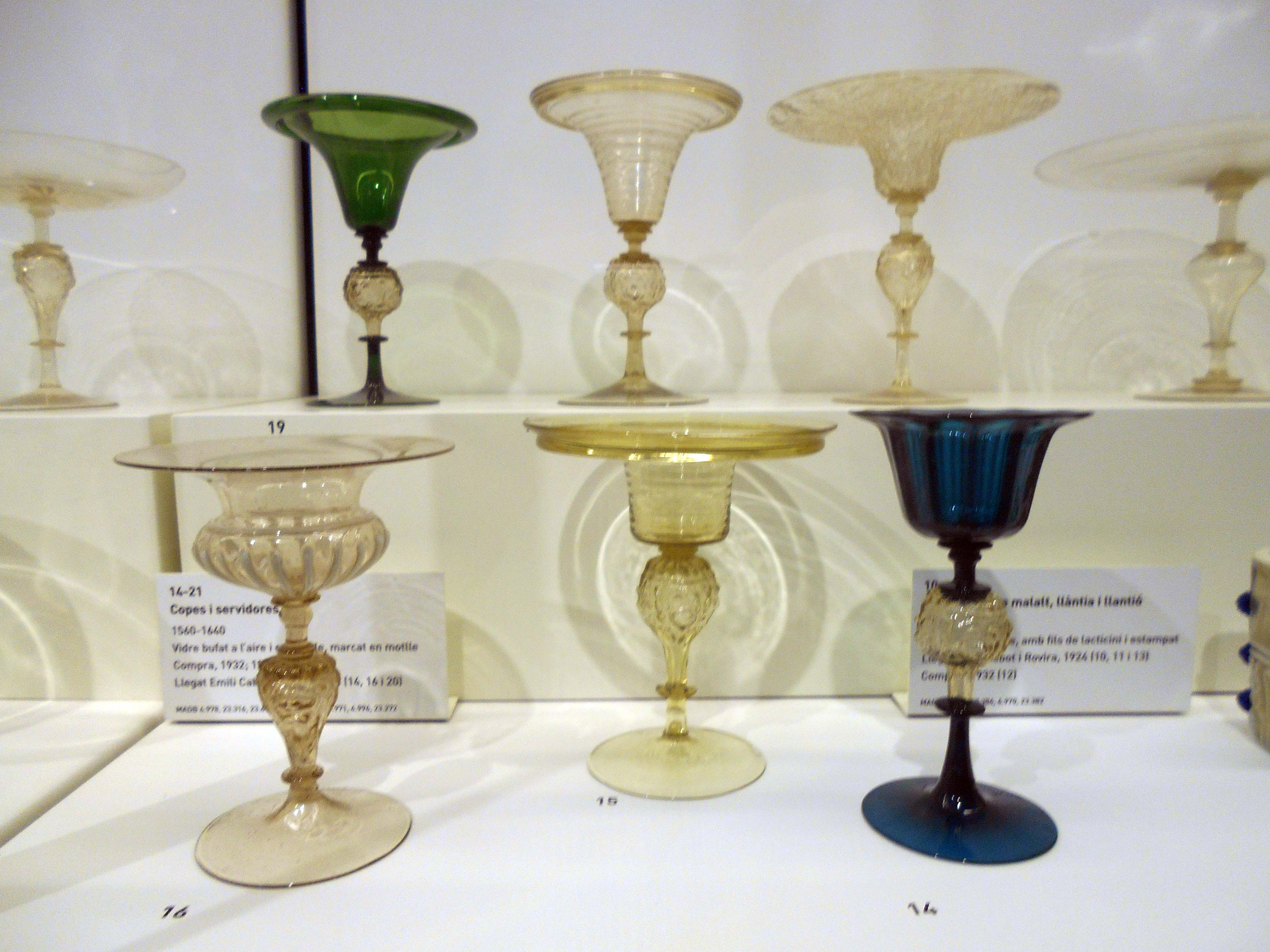
Copas (c. 1560-1640)
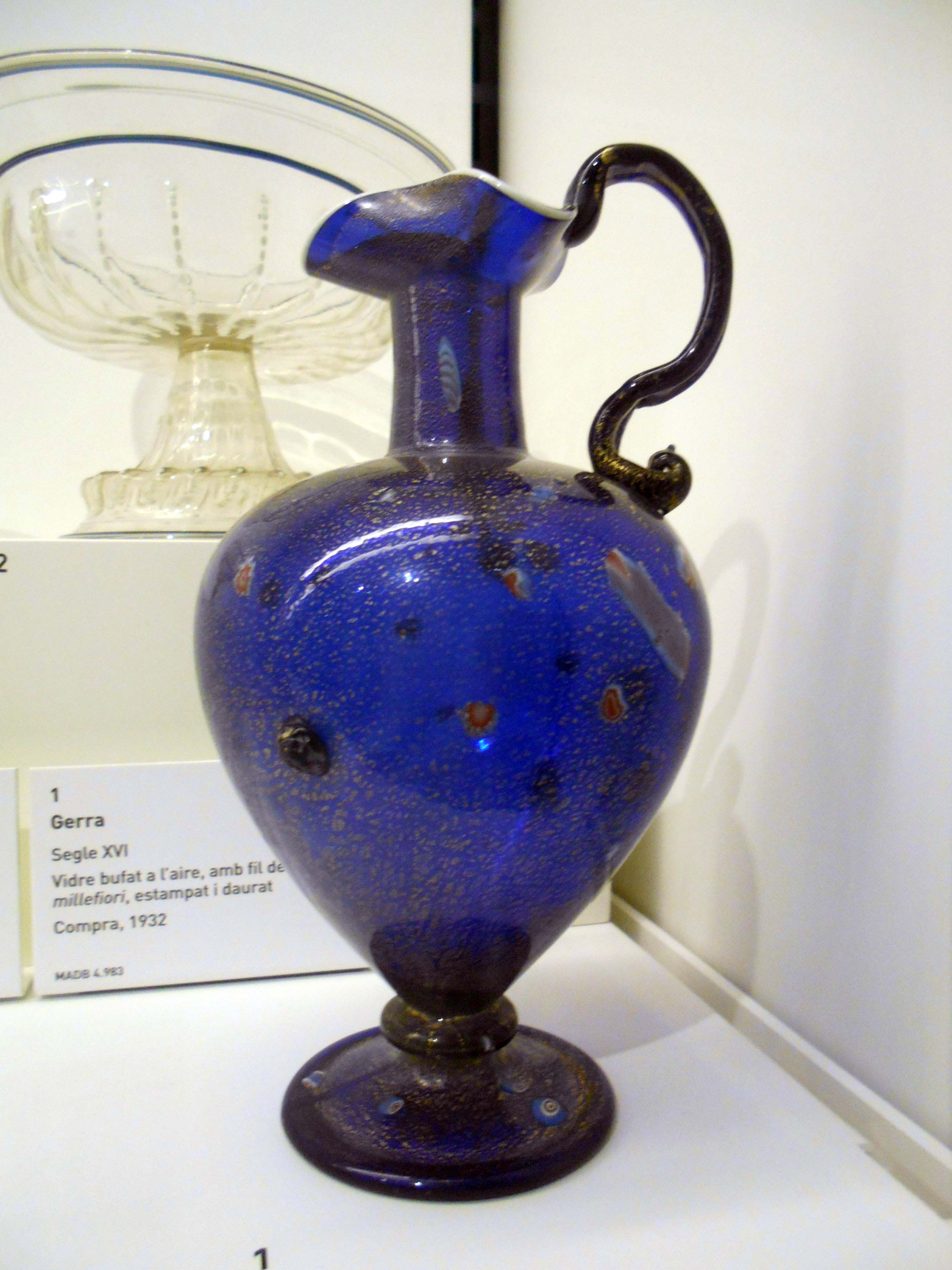
Jarra (siglo XVI)
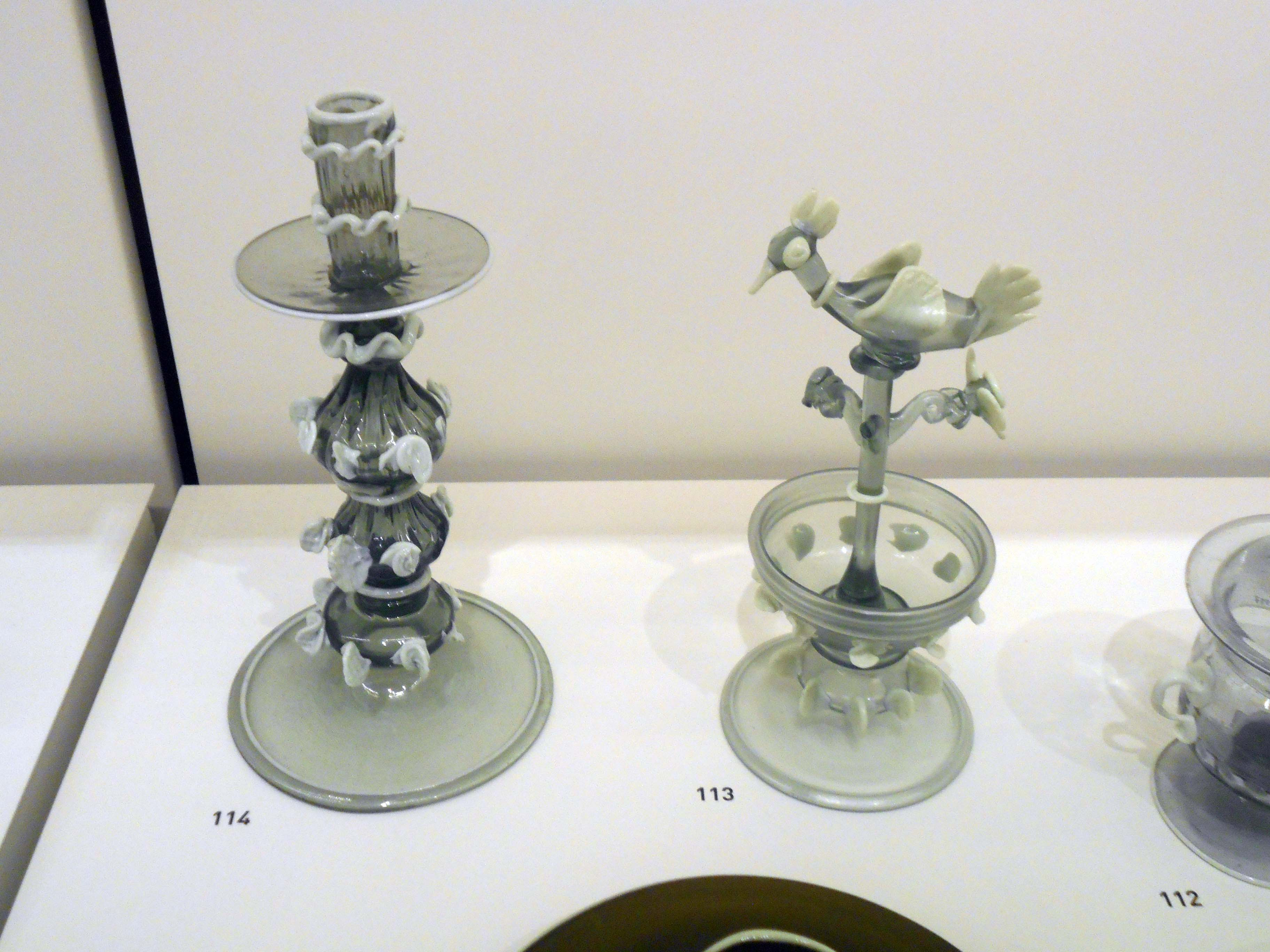
Salero y candelabro (c. 1750-1825)